# 下蓋薩爾普湖

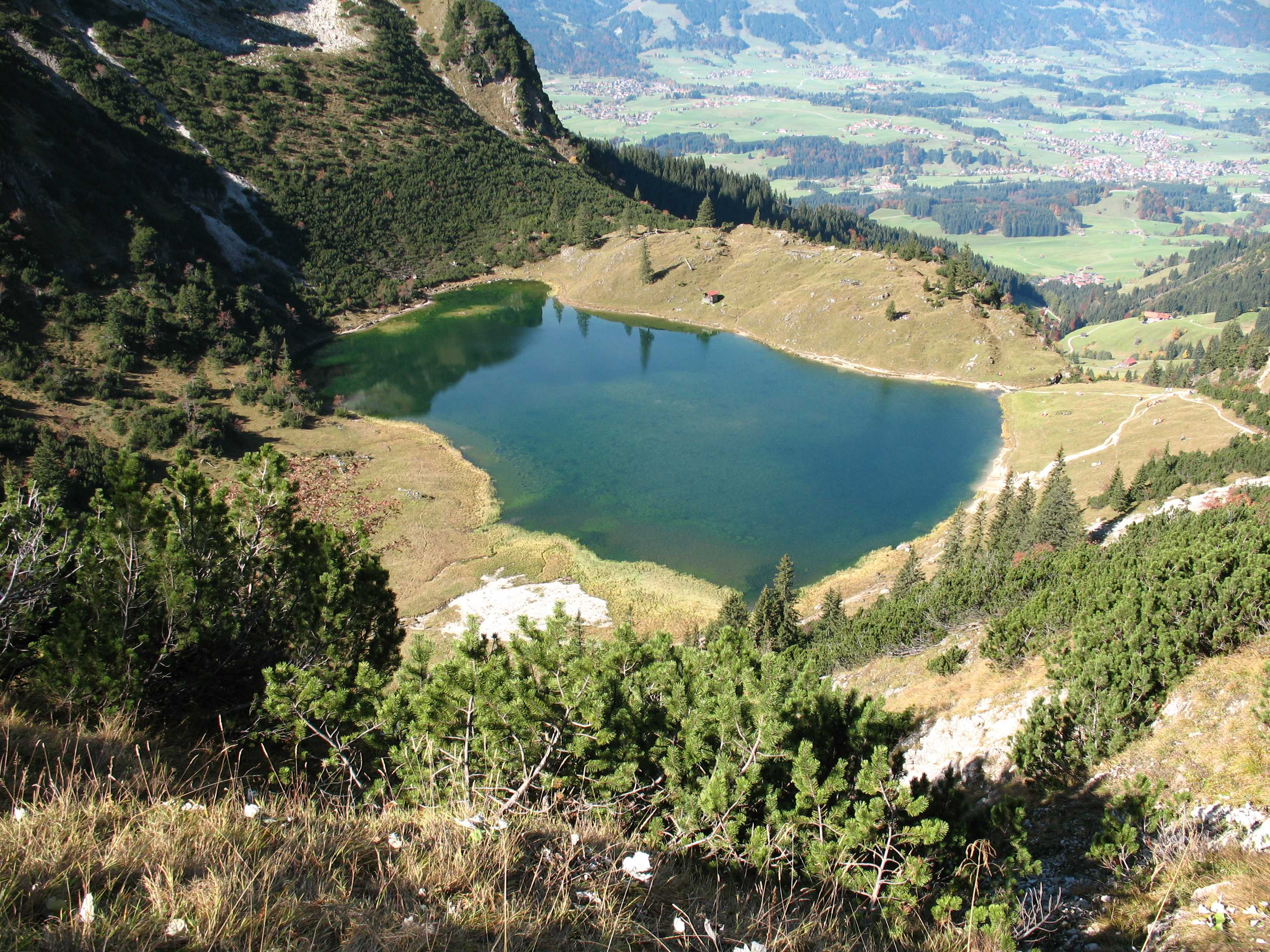

47°25′38″N 10°19′23″E / 47.427361°N 10.323071°E
下蓋薩爾普湖（德語：Unterer Gaisalpsee），是德國的湖泊，位於該國東南部，由巴伐利亞州負責管轄，處於阿爾高阿爾卑斯山脈，長0.3公里、寬0.1公里，面積0.04平方公里，海拔高度1,508米。